# Pierre Plantée

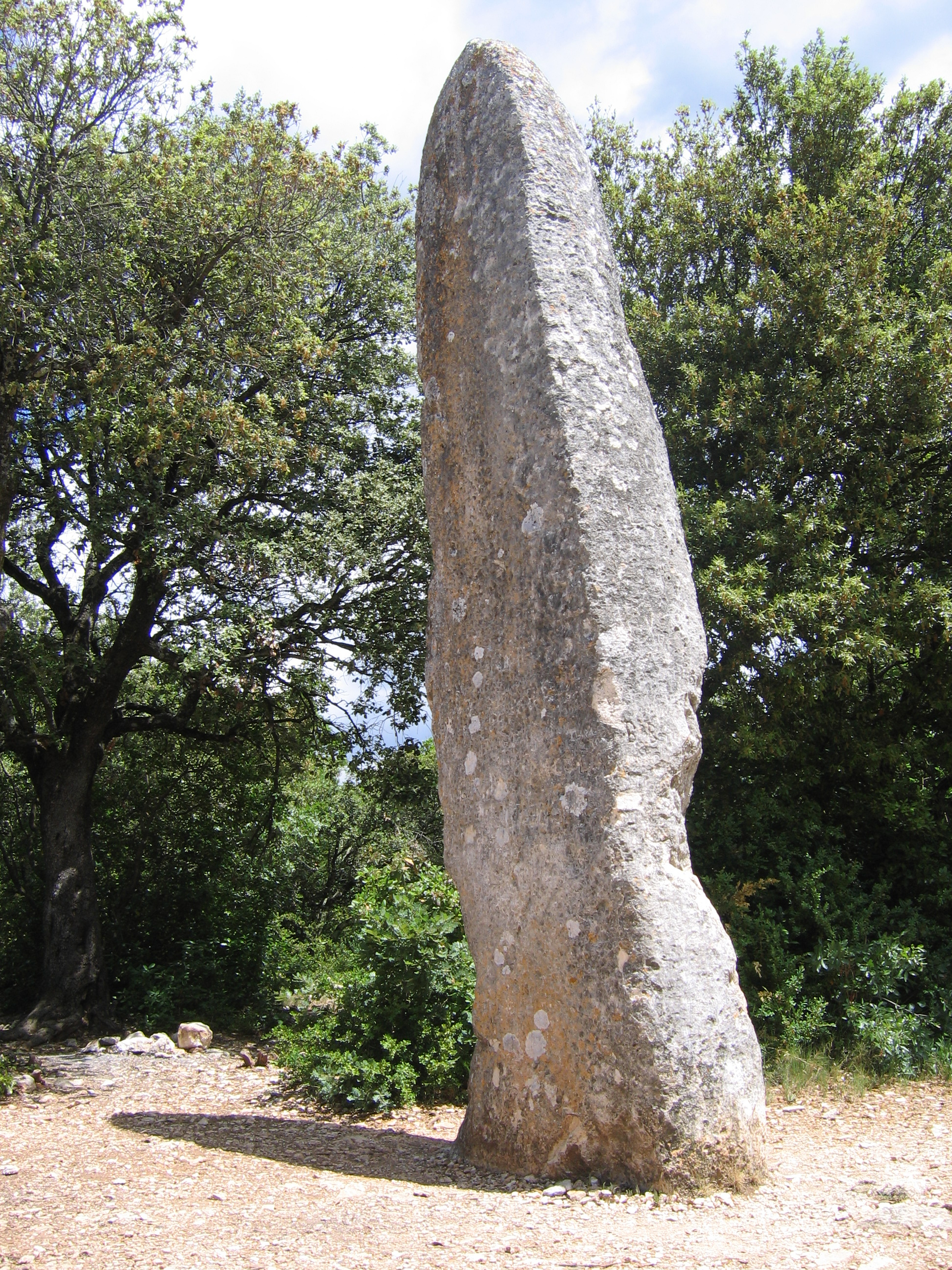
Pierre Plantée

Pierre Plantée, znany też pod nazwami Peyrefiche i Lèque – pochodzący z okresu chalkolitu menhir, znajdujący się na terenie gminy Lusan w departamencie Gard na południu Francji.
Menhir stoi w głębi garigu, w znacznym oddaleniu od terenów zabudowanych. Ma 5,60 m wysokości, szerokość 1,50 m i grubość dochodzącą do 35 cm. U podstawy widoczne jest wcięcie pochodzące z czasów nowożytnych, będące śladem po próbie przewalenia menhiru przez chcących wykorzystać go jako budulec kamieniarzy. Od 1910 roku głaz objęty jest ochroną jako monument historique.